# El Paraíso, Bella Vista
El Paraíso är en ort i Mexiko.   Den ligger i kommunen Bella Vista och delstaten Chiapas, i den sydöstra delen av landet, 900 km sydost om huvudstaden Mexico City. El Paraíso ligger 2 246 meter över havet och antalet invånare är 119.
Terrängen runt El Paraíso är bergig västerut, men österut är den kuperad. Runt El Paraíso är det ganska tätbefolkat, med 80 invånare per kvadratkilometer. Närmaste större samhälle är Frontera Comalapa, 13,1 km nordost om El Paraíso. I omgivningarna runt El Paraíso växer huvudsakligen savannskog.